# Tournoi masculin de hockey sur gazon aux Jeux panaméricains de 2023
Navigation
Lima 2019 Barranquilla 2027
Le tournoi masculin de hockey sur gazon aux Jeux panaméricains de 2023 est la 15e édition du tournoi masculin de hockey sur gazon aux Jeux panaméricains de 2023.
Le vainqueur de ce tournoi se qualifie pour les Jeux olympiques 2024.

## Équipes qualifiées
Au total, huit équipes se qualifieront pour le tournoi. Le pays hôte, le Chili, a reçu une qualification automatique dans les deux tournois. Les deux meilleures équipes des Jeux d'Amérique centrale et des Caraïbes de 2023 et des Jeux sud-américains de 2022 se sont également qualifiées. Les trois meilleures équipes non encore qualifiées de la Coupe d'Amérique 2022. Alors que le Chili a terminé parmi les deux premiers aux Jeux sud-américains de 2022, son quota de qualification a été ajouté à la Coupe d'Amérique 2022, ce qui signifie que quatre équipes se sont qualifiées pour le tournoi. Si le Canada et/ou les États-Unis ne se sont pas encore qualifiés, un barrage entre les nations et le troisième classé aux Coupes d'Amérique aura lieu. Si les deux nations se qualifient, les séries de barrages ne seront pas nécessaires et la prochaine équipe la mieux classée à chaque Coupe d'Amérique (qui ne s'est pas encore qualifiée) se qualifiera. Le 13 juillet 2023, la Fédération panaméricaine de hockey annonce les équipes qualifiées et les groupes pour le tournoi.
| Dates                    | Événement                                     | Lieu           | Quotas | Qualifiés                      |
| ------------------------ | --------------------------------------------- | -------------- | ------ | ------------------------------ |
| 4 novembre 2017          | Pays hôte                                     | Prague         | 1      | Chili                          |
| 20 - 30 janvier 2022     | Coupe d'Amérique 2022                         | Santiago       | 4      | Canada États-Unis Brésil Pérou |
| 3 - 11 octobre 2022      | Jeux sud-américains 2022                      | Asuncion       | 1      | Argentine                      |
| 28 juin - 6 juillet 2023 | Jeux d'Amérique centrale et des Caraïbes 2023 | Saint-Domingue | 2      | Mexique Trinité-et-Tobago      |
| Total                    | Total                                         | Total          | 8      |                                |

1. ↑  Le Canada et les États-Unis se sont qualifiés via la Coupe d'Amérique 2022, le quota via la Coupe d'Amérique 2022 s'additionne pour une quatrième équipe.
2. ↑  Le Chili est classé deuxième aux Jeux sud-américains 2022, le quota via la Coupe d'Amérique 2022 s'additionne pour une troisième équipe.

## Critères
En cas d'égalité de points de plusieurs équipes à l'issue des matchs de poule, les critères suivants sont appliqués dans l'ordre indiqué pour établir leur classement:
1. Points de chaque équipe,
2. Matchs gagnés,
3. Différence de buts,
4. Buts pour,
5. Plus grand nombre de points obtenus dans les matchs de poule disputés entre les équipes concernées,
6. Buts marqués en plein jeu.

## Premier tour
Légende :
- Tour pour les médailles
- Tour de classement

### Poule A
| Rang | Équipe      | Pts | J | G | N | P | Bp | Bc | Diff |
| ---- | ----------- | --- | - | - | - | - | -- | -- | ---- |
| 1    | Argentine T | 9   | 3 | 3 | 0 | 0 | 35 | 2  | +33  |
| 2    | Chili H     | 6   | 3 | 2 | 0 | 1 | 21 | 3  | +18  |
| 3    | Mexique     | 3   | 3 | 1 | 0 | 2 | 7  | 16 | -9   |
| 4    | Pérou       | 0   | 3 | 0 | 0 | 3 | 1  | 43 | -42  |

| 25 octobre 2023 | Argentine | 10 - 1 | Mexique   |
| 25 octobre 2023 | Chili     | 15 - 0 | Pérou     |
| 27 octobre 2023 | Mexique   | 6 - 1  | Pérou     |
| 27 octobre 2023 | Chili     | 1 - 3  | Argentine |
| 29 octobre 2023 | Argentine | 22 - 0 | Pérou     |
| 29 octobre 2023 | Mexique   | 0 - 5  | Chili     |

### Poule B
| Rang | Équipe            | Pts | J | G | N | P | Bp | Bc | Diff |
| ---- | ----------------- | --- | - | - | - | - | -- | -- | ---- |
| 1    | Canada            | 9   | 3 | 3 | 0 | 0 | 8  | 1  | +7   |
| 2    | États-Unis        | 6   | 3 | 2 | 0 | 1 | 12 | 4  | +8   |
| 3    | Brésil            | 3   | 3 | 1 | 0 | 2 | 3  | 8  | -5   |
| 4    | Trinité-et-Tobago | 0   | 3 | 0 | 0 | 3 | 2  | 12 | -10  |

| 25 octobre 2023 | Canada     | 2 - 0 | Brésil            |
| 25 octobre 2023 | États-Unis | 6 - 1 | Trinité-et-Tobago |
| 27 octobre 2023 | Brésil     | 2 - 1 | Trinité-et-Tobago |
| 27 octobre 2023 | États-Unis | 1 - 2 | Canada            |
| 29 octobre 2023 | Canada     | 4 - 0 | Trinité-et-Tobago |
| 29 octobre 2023 | Brésil     | 1 - 5 | États-Unis        |

## Phase de classement

### Tableau de classement
|  | Demi-finales pour la 5e place | Demi-finales pour la 5e place | Demi-finales pour la 5e place | Demi-finales pour la 5e place |                        |         | Match pour la 5e place | Match pour la 5e place | Match pour la 5e place | Match pour la 5e place |
|  |                               |                               |                               |                               |                        |         |                        |                        |                        |                        |
|  | 1er novembre 2023             | 1er novembre 2023             | 1er novembre 2023             | 1er novembre 2023             |                        |         | 3 novembre 2023        | 3 novembre 2023        | 3 novembre 2023        | 3 novembre 2023        |
|  | A3                            | Mexique                       | 3 (2)tab                      | 3 (2)tab                      |                        |         | 3 novembre 2023        | 3 novembre 2023        | 3 novembre 2023        | 3 novembre 2023        |
|  | A3                            | Mexique                       | 3 (2)tab                      | 3 (2)tab                      |                        |         | 3 novembre 2023        | 3 novembre 2023        | 3 novembre 2023        | 3 novembre 2023        |
|  | B4                            | Trinité-et-Tobago             | 3 (0)                         | 3 (0)                         |                        |         | 3 novembre 2023        | 3 novembre 2023        | 3 novembre 2023        | 3 novembre 2023        |
|  | B4                            | Trinité-et-Tobago             | 3 (0)                         | 3 (0)                         | A3                     | Mexique | 0                      | 0                      |                        |                        |
|  | 1er novembre 2023             |                               |                               |                               | A3                     | Mexique | 0                      | 0                      |                        |                        |
|  |                               |                               | B3                            | Brésil                        | 2                      | 2       |                        |                        |                        |                        |
|  | B3                            | Brésil                        | B3                            | Brésil                        | 2                      | 2       | 8                      | 8                      |                        |                        |
|  | B3                            | Brésil                        |                               |                               |                        |         |                        | 8                      |                        |                        |
|  | A4                            | Pérou                         | 1                             | 1                             |                        |         |                        |                        |                        |                        |
|  | A4                            | Pérou                         | 1                             | 1                             | Match pour la 7e place |         |                        |                        |                        |                        |
|  |                               |                               |                               |                               |                        |         |                        |                        |                        |                        |
|  | 3 novembre 2023               |                               |                               |                               |                        |         |                        |                        |                        |                        |
|  | B4                            | Trinité-et-Tobago             | 10                            | 10                            |                        |         |                        |                        |                        |                        |
|  | B4                            | Trinité-et-Tobago             | 10                            | 10                            |                        |         |                        |                        |                        |                        |
|  | A4                            | Pérou                         | 0                             | 0                             |                        |         |                        |                        |                        |                        |
|  | A4                            | Pérou                         | 0                             | 0                             |                        |         |                        |                        |                        |                        |

### Match pour la7eplace
| Match 17              | Trinité-et-Tobago                                                                       | 10 - 0  | Pérou |                                                                          |                                                                          |
| 3 novembre 2023 09h30 | Daniel 6e · Te. Marcano 8e, 11e, 19e, (2x)43e, 56e · Ta. Marcano 13e, 25e · Phillip 51e | (6 - 0) |       | Arbitrage : Jonathan Altamirano Oliver Höck Arbitre vidéo : Reinier Diaz | Arbitrage : Jonathan Altamirano Oliver Höck Arbitre vidéo : Reinier Diaz |
| 3 novembre 2023 09h30 | Rapport (FIH) Rapport (Santiago 2023)                                                   |         |       | Arbitrage : Jonathan Altamirano Oliver Höck Arbitre vidéo : Reinier Diaz | Arbitrage : Jonathan Altamirano Oliver Höck Arbitre vidéo : Reinier Diaz |

### Match pour la5eplace
| Match 18              | Mexique                               | 0 - 2   | Brésil         |                                                                           |                                                                           |
| 3 novembre 2023 11h45 |                                       | (0 - 2) | 26e, 28e Smith | Arbitrage : Benjamin Peters Hugo Romero Arbitre vidéo : Guillermo Poblete | Arbitrage : Benjamin Peters Hugo Romero Arbitre vidéo : Guillermo Poblete |
| 3 novembre 2023 11h45 | Rapport (FIH) Rapport (Santiago 2023) |         |                | Arbitrage : Benjamin Peters Hugo Romero Arbitre vidéo : Guillermo Poblete | Arbitrage : Benjamin Peters Hugo Romero Arbitre vidéo : Guillermo Poblete |

## Phase finale

### Tour pour les médailles
|  | Demi-finales      | Demi-finales      | Demi-finales      | Demi-finales      |                               |           | Finale          | Finale          | Finale          | Finale          |
|  |                   |                   |                   |                   |                               |           |                 |                 |                 |                 |
|  | 1er novembre 2023 | 1er novembre 2023 | 1er novembre 2023 | 1er novembre 2023 |                               |           | 3 novembre 2023 | 3 novembre 2023 | 3 novembre 2023 | 3 novembre 2023 |
|  | A1                | Argentine         | 2                 | 2                 |                               |           | 3 novembre 2023 | 3 novembre 2023 | 3 novembre 2023 | 3 novembre 2023 |
|  | A1                | Argentine         | 2                 | 2                 |                               |           | 3 novembre 2023 | 3 novembre 2023 | 3 novembre 2023 | 3 novembre 2023 |
|  | B2                | États-Unis        | 0                 | 0                 |                               |           | 3 novembre 2023 | 3 novembre 2023 | 3 novembre 2023 | 3 novembre 2023 |
|  | B2                | États-Unis        | 0                 | 0                 | A1                            | Argentine | 3               | 3               |                 |                 |
|  | 1er novembre 2023 |                   |                   |                   | A1                            | Argentine | 3               | 3               |                 |                 |
|  |                   |                   | A2                | Chili             | 1                             | 1         |                 |                 |                 |                 |
|  | B1                | Canada            | A2                | Chili             | 1                             | 1         | 1 (2)           | 1 (2)           |                 |                 |
|  | B1                | Canada            |                   |                   |                               |           |                 | 1 (2)           |                 |                 |
|  | A2                | Chili             | 1 (3)tab          | 1 (3)tab          |                               |           |                 |                 |                 |                 |
|  | A2                | Chili             | 1 (3)tab          | 1 (3)tab          | Match pour la troisième place |           |                 |                 |                 |                 |
|  |                   |                   |                   |                   |                               |           |                 |                 |                 |                 |
|  | 3 novembre 2023   |                   |                   |                   |                               |           |                 |                 |                 |                 |
|  | B2                | États-Unis        | 2                 | 2                 |                               |           |                 |                 |                 |                 |
|  | B2                | États-Unis        | 2                 | 2                 |                               |           |                 |                 |                 |                 |
|  | B1                | Canada            | 3                 | 3                 |                               |           |                 |                 |                 |                 |
|  | B1                | Canada            | 3                 | 3                 |                               |           |                 |                 |                 |                 |

### Match pour la3eplace
| Match 19              | Canada                                        | 3 - 2   | États-Unis                       |                                                                               |                                                                               |
| 3 novembre 2023 17h30 | Guraliuk 11e · Boothroyd 39e · Scholfield 51e | (1 - 1) | 29e Deangelis · 54e A. Kaeppeler | Arbitrage : Gabriel Labate Federico Silva Arbitre vidéo : Jonathan Altamirano | Arbitrage : Gabriel Labate Federico Silva Arbitre vidéo : Jonathan Altamirano |
| 3 novembre 2023 17h30 | Rapport (FIH) Rapport (Santiago 2023)         |         |                                  | Arbitrage : Gabriel Labate Federico Silva Arbitre vidéo : Jonathan Altamirano | Arbitrage : Gabriel Labate Federico Silva Arbitre vidéo : Jonathan Altamirano |

### Finale
| Match 20              | Chili                                 | 1 - 3   | Argentine                      |                                                                           |                                                                           |
| 3 novembre 2023 19h45 | Richter 45e                           | (0 - 1) | 8e, 51e Martínez · 59e Bugallo | Arbitrage : Ilanggo Kanabathu Tyler Klenk Arbitre vidéo : Benjamin Peters | Arbitrage : Ilanggo Kanabathu Tyler Klenk Arbitre vidéo : Benjamin Peters |
| 3 novembre 2023 19h45 | Rapport (FIH) Rapport (Santiago 2023) |         |                                | Arbitrage : Ilanggo Kanabathu Tyler Klenk Arbitre vidéo : Benjamin Peters | Arbitrage : Ilanggo Kanabathu Tyler Klenk Arbitre vidéo : Benjamin Peters |

## Classement final
| Rang                         | Groupe | Équipe            | J | V | N | P | BP | BC | +/- | Pts | Classement mondial FIH | Classement mondial FIH | Classement mondial FIH |
| Rang                         | Groupe | Équipe            | J | V | N | P | BP | BC | +/- | Pts | Avant                  | Après                  | +/-                    |
| ---------------------------- | ------ | ----------------- | - | - | - | - | -- | -- | --- | --- | ---------------------- | ---------------------- | ---------------------- |
| Médaille d'or, Amérique      | A      | Argentine T       | 5 | 5 | 0 | 0 | 40 | 3  | +37 | 15  | 7                      | 7                      | 0                      |
| Médaille d'argent, Amérique  | A      | Chili H           | 5 | 2 | 1 | 2 | 23 | 7  | +16 | 7   | 28                     | 23                     | +5                     |
| Médaille de bronze, Amérique | B      | Canada            | 5 | 4 | 1 | 0 | 12 | 4  | +8  | 13  | 17                     | 17                     | 0                      |
| 4                            | B      | États-Unis        | 5 | 2 | 0 | 3 | 14 | 9  | +5  | 6   | 23                     | 24                     | -1                     |
| 5                            | B      | Brésil            | 5 | 3 | 0 | 2 | 13 | 9  | +4  | 9   | 35                     | 32                     | +3                     |
| 6                            | A      | Mexique           | 5 | 1 | 1 | 3 | 10 | 21 | -11 | 4   | 30                     | 33                     | -3                     |
| 7                            | B      | Trinité-et-Tobago | 5 | 1 | 1 | 3 | 15 | 15 | 0   | 4   | 41                     | 51                     | -10                    |
| 8                            | A      | Pérou             | 5 | 0 | 0 | 5 | 2  | 61 | -59 | 0   | 42                     | 83                     | -41                    |

|  | Nation qualifiée pour les Jeux olympiques 2024                   |
|  | Nation qualifiée pour le Tournoi de qualification olympique 2024 |